# Детюківка
Детюківка — річка у Талалаївському й Срібнянському районах  Чернігівської області. Ліва притока Лисогору (басейн Дніпра).

## Опис
Довжина річки 19 км, похил річки — 2 м/км. Площа басейну 209 км².

## Розташування
Бере початок на північно-західній околиці села Слобідка. Тече переважно на південний захід через Глибоке, Березівку і на північно-східній стороні від Олексинці впадає у річку Лисогір, ліва притока Удаю. 
Річку перетинає автомобільний шлях Н07.